# ドラえもんのひみつ道具 (しあ-しの)
ドラえもんのひみつ道具 (しあ-しの) では、藤子・F・不二雄の漫画『ドラえもん』、『大長編ドラえもん』(VOL.1〜17)、藤子・F・不二雄のその他の著作に登場するひみつ道具のうち、読みが「しあ」で始まるものから「しの」で始まるものまでを列挙する。

## しあわせカイロ
しあわせカイロは、「しあわせカイロでにっこにこ」（藤子・F・不二雄大全集第3巻に収録）に登場する。
ハート型のカイロ。これを持っていると、どんな不幸な目に遭っても幸せな気分に浸ることができる。たとえば、道端でドブに落ちても「ドブでなく川に落ちたら溺れるところだった。ここがドブで助かった」という具合に、物事をプラス思考で考えられるようになる。
カイロを手放せば当然効果は消えるが、カイロを持っていた間の幸福感は心に染み付いており、カイロなしでも前向きな気持ちで物事を行えるようになるという副次的な効果もある。
テレビアニメ第2作第1期「しあわせカイロ」（「しあわせカイロでにっこにこ」のアニメ化作品。1990年12月28日放送、映像ソフト未収録）に登場するものには、効力の強さを5段階に調節できるダイヤルがついている。効力を最強にすると、体が麻痺して痛みを感じなくなるため、非常に危険。

## しあわせトランプ
しあわせトランプは、「しあわせトランプの恐怖」（てんとう虫コミックス第27巻に収録）に登場する。
見た目はケースに入った普通のトランプ（ジョーカーを含め計53枚）だが、このトランプを持っていると自動的に願いが叶う。ドラえもん曰く「願いはなんでも叶う」とのこと。
ただし、願いが一つ叶うごとに1枚ずつカードが消えていき、最後の１枚であるジョーカーが残ったら持ち主はそれまでの幸運を埋め合わせるように立て続けに不幸な目に遭わされる。ここでの「持ち主」とは、トランプの本来の持ち主（作中ではドラえもん）ではなくトランプで願いを叶えた者を指し、トランプを使って一つでも願いが叶うとトランプはその人物を新しい持ち主と認識する。たとえ遠くに投げ捨てても、たちまち飛んで持ち主の懐に戻ってくるため、捨てることができない。ただしトランプを欲しがる人がいれば譲渡することが可能なので、不幸な目に遭いたくなければ不幸をなすりつけることを承知で誰かに譲ってしまうしかない。無理やりカードを奪われた場合、所有権は奪った者に移る。
特に願いを叶えてほしいと意識しなくても少し欲求を思い浮かべるだけで願いが叶ってしまったり、願いを明確に思い浮かべていない状況でもトランプが持ち主にとって都合のいい願いを自動的に叶えてしまうので、注意が必要である（テレビアニメ第2作第2期では、のび太は「願いを思い浮かべないようにしよう」と考えていたが、トランプはのび太にとって都合のいい願いを自動的に叶えている）。
つまり、残りが最低でも２枚になったら誰かに譲渡すれば難を逃れるわけで、トランプの効果を知って恐ろしくなったのび太がスネ夫に譲渡したのを機に他人から他人へと渡っていき、急に願いを叶えたくなったのび太が取り戻した時には、ハートの2とジョーカーの2枚だけになってしまっていた。そして願いが叶ってしまい、大ピンチに陥るのび太であったが、ゴミ捨て場に捨てられていた金庫に入れたことが思わぬ幸いとなり、引ったくり常習犯がトランプのジョーカーとケースが入った金庫を金目の物が入っていると勘違いしてのび太から盗んだ結果、犬に噛まれ、ドブに落ち、車にはねられ、交番まで吹き飛ばされた末に逮捕されるという自業自得な不幸を味わう羽目になった。
なお、物語冒頭ではのび太の部屋に放置されており、なぜドラえもんの手元へ飛んで行かなかったのかは不明。

## しあわせ保険機
しあわせ保険機（しあわせほけんき）は、「しあわせ保険機」（藤子・F・不二雄大全集第11巻に収録）に登場する。
品物に対して保険をかけることのできる機械。身の回りの品物に対して1個10円の契約金をこの機械に支払っておくと、故障や紛失、盗難でその物が使えなくなった場合、その分の代金がこの機械から支払われる。自分から捨てたりした場合は無効。
外見は備え置き型の機械のようだが、ロボットのように言葉を話し、保険勧誘員のごとくあちこちを回って人々に保険への加入を勧めたりもする。

## CMキャンデー発射機
CMキャンデー発射機（シーエムキャンデーはっしゃき）は、「虹のビオレッタ」（てんとう虫コミックス第39巻に収録）に登場する。
物の宣伝に使用するキャンデー。「発射機」と名前にある通り、キャンデーの入っている容器から鉄砲のように撃ち出し、口へ放り込むようになっている。物の名前を言いながらキャンデーを人（以外の生物、例えば犬でも可）に食べさせると、その人は口を開くたびにその物の名前を口にするようになり、それを聞いた人は、暗示にかかったようにその物が欲しくてたまらなくなる。

## ジークフリート
ジークフリートは、「ジークフリート」（藤子・F・不二雄大全集第6巻に収録）に登場する。
入浴剤の一種。これを湯船に入れて5分間温まると、体が赤く染まり不死身の肉体となる。どんな攻撃を受けてもケガをせず、傷すらつかないが、効果は一定時間しか続かない（作中では、ドラえもんが「そろそろききめが消える」としか言っていないため、具体的な有効時間は不明）。成分は細胞活性化薬、生体完全維持薬、エクトプラズムの素、生命の素（コスモエネルギー含有）。名前の元は、ドイツの叙事詩『ニーベルンゲンの歌』の主役で、不死身の肉体を持った男「ジークフリート」から。
ジークフリート 飲み薬タイプ
『ドラえもんの算数おもしろ攻略 改定新版 分数・小数がわかる』に登場する道具。

## ジーンマイク
ジーンマイクは、「ジ〜ンと感動する話」（てんとう虫コミックス第9巻に収録）に登場する。
アンプ内蔵のマイク。このマイクを使って何かを話すと「感動周波音波」なるものが出て、聞いた人の脳を揺さぶり、どんな言葉でも相手をジーンと感動させることができる。
言葉ではない、意味のない音でもこのマイクが拾えば感動させることが可能。ズボンのポケットに引っかかったマイクにおならの音を拾われたのび太は、その音でドラえもん・しずか・ジャイアン・スネ夫を始めとする大勢の人々を感動させてしまい、追いかけられる羽目になった。
ゲーム『ドラえもん のび太と3つの精霊石』では、ジャイアンの攻撃アイテムとして登場した。攻撃範囲は狭いが周囲を攻撃できる。『ドラえもん2 のび太と光の神殿』では攻撃アイテムではなくなったが、固く閉ざされた扉を開ける際に使用する。
ジーンマイクは聴覚からの感動を操る道具だが、視覚からの感動を操る道具として「ひょうろんロボット」が存在する。

## ジェットモグラ
ジェットモグラは、『ドラえもん のび太の海底鬼岩城』、『ドラえもん のび太とアニマル惑星』に登場する。
モグラの姿をした小型ロボット。地中を高速で掘り進む。映画作中の台詞では「もぐらマシーン」と呼ばれていた。類似品に「メカモグラ」（てんとう虫コミックス第26巻収録「タイムカプセル」にてノビスケが使った25年後の道具）、「モグラロボット」（てんとう虫コミックス第43巻収録「合成鉱山の素」。『アニマル惑星』漫画版でも、スネ夫がジェットモグラをこう呼ぶ場面がある）がある。

## しかえし伝票
しかえし伝票（しかえしでんぴょう）は、「しかえし伝票」（てんとう虫コミックス第38巻に収録）に登場する。
伝票用紙によく似た道具。この伝票に「仕返ししたい人物」「仕返ししたい人物にされたこと（＝仕返しの方法）」「回数（例：げんこつ2回）」を書いて道に捨てておくと、拾った相手が代わりに仕返しをしてくれる。仕返しの書かれた伝票を拾ってしまった人物は、本人の意思に関係なく問答無用で伝票に書かれた行為を実行させられる。
ひどい目に遭った直後に使わないと効果がなく、時間が経ってから仕返しを書いても嘘の内容と見なされてしまい、拾った人物が書いた当人に対して仕返しをしてくる。伝票に嘘を書いた場合も、書いた当人に返ってくる。また、書いた当人が伝票を拾ってしまった場合は、当然当人が仕返しを実行しなければならない。また、拾った人から当人が取った場合でも効果は発揮する。
本来はドラえもんの持ち物ではなく、未来デパートがドラえもんが注文した道具と一緒に誤配してきたものである。他力本願の形で復讐する道具であるこれを、ドラえもんは「ずるくて卑怯な道具」「情けないいくじなしの道具」「一回でも使ったらクセになってしまう、恐ろしい道具」として嫌っていた。本当は未来デパートへ返品するはずであったが、のび太は勝手に持ち出して使おうとする。その様子を見たドラえもんは「使いたきゃ勝手に使え」「自分が悪いんだからいい薬になるだろう」などと言ってのび太を見捨てた。
この手の誤配道具は他に「カッコータマゴ」「かぐやロボット」などがあるが、いずれもドラえもんは道具の用途を知っている。

## 自家用衛星
自家用衛星（じかようえいせい）は、「自家用衛星」（てんとう虫コミックス第17巻に収録）に登場する。自家用人工衛星とも。
小型の人工衛星、衛星を軌道上に打ち上げるのに使うロケットとその発射台、衛星を操作するデバイス各種がセットになっている。22世紀では「極超大規模集積回路」の開発によって人工衛星はビー玉ほどに小型化されており、自家用に使われているのだという。ドラえもんが所有していた自家用衛星は次の4つ。
偵察衛星（ていさつえいせい）
雲だろうが屋根だろうが透き通して見ることのできる衛星。衛星の捉えた映像は「衛星テレビ」で見る。捉えた映像を撮影し、衛星テレビで印刷することも可能。
テレビアニメ第2作第1期「テレテレホン」（藤子・F・不二雄大全集第15巻収録「テレテレホン」のアニメ化作品。1986年10月31日放送、映像ソフト未収録）にも登場する。
エコー衛星（エコーえいせい）
山のような形の衛星。上空で衛星がある地点の音（空気振動）をキャッチし、電波に変えて送ることでその場の音を聞ける。偵察衛星で映像を見るのと同様、音は衛星テレビで聞く。反対に、衛星のある場所に音を送ることも可能。
気象衛星（きしょうえいせい）
気象観測ではなく、天候を変えるための衛星。衛星テレビとは別の機械で操作する。天候を変える場所を音声で指定した後、「晴れ」「雨」「雪」「曇り」のうちいずれかのボタンで決定。
カクミサイル発射衛星（カクミサイルはっしゃえいせい）
「核」ミサイルではなく、当たると痛い「角」ばったプラスチックの弾を打ち出す攻撃衛星。携帯用の発射ボタンを押すと、いつどこにいても目標物に当てることができる。
テレビアニメ第2作第2期では、『カクカク発射衛星』に名称が変更されている。
軌道上サービス衛星（きどうじょうサービスえいせい）
テレビアニメ第2作第2期「自家用衛星を打ち上げよう」（2022年12月3日放送）に登場した衛星。作業用のアームが付いており、アームを用いで宇宙空間での様々な作業を行う。カクカク発射衛星が別の衛星に挟まってしまった際に使用され、アームを用いて引っ張り出した。
これらの衛星は、打ち上げたその日の夜に4つとも地球に落ちた。『ドラえもんのひみつ道具使い方事典1』によると、衛星は6時間しか持たないらしい。
また、単体で「自家用衛星」と称する道具が何度か登場する（「税金鳥」（てんとう虫コミックス第22巻に収録）、『ドラえもん のび太の大魔境』など）。『ドラえもん のび太のねじ巻き都市冒険記』など、名称を出さずに同様の道具を使った事例もある。

## 時間貯金箱
時間貯金箱（じかんちょきんばこ）は、「時間貯金箱」（てんとう虫コミックス第16巻に収録）に登場する。
無駄な時間を貯めておける貯金箱。「――分」「――時間」と時間を指定しながら赤いボタンを押すと一瞬でその分の時間が経過し、その分の時間を貯金をするように貯めておく。時間を貯めた後、同じように時間を指定しながら青いボタンを押すと、貯金を下ろすように時間を逆戻しすることもできる。
作中の描写を見る限り、貯金箱の周囲数メートルにいる人間には時間が経過したという感覚はないようである。

## 時間ナガナガ光線
時間ナガナガ光線（じかんナガナガこうせん）は、「のび太のなが～い家出」（てんとう虫コミックス第25巻に収録）に登場する。
針時計がついた光線銃のような形の道具。この道具から発せられる光を浴びると、体感時間が通常の6倍長くなる（10分が1時間に感じられる）。浴びた者は実際の経過時間を頭では理解しているのに、どうしても6倍の時間が経ったように感じる。
作中ではのび太が家出をしてママを心配させるために使ったが、ドラえもんによれば本来は楽しいことを時間をかけて味わうために使用する道具なのだという。

## ジキルハイド
ジキルハイドは、「ジキルハイド」（てんとう虫コミックス第6巻に収録）に登場する。
飴玉ぐらいの大きさの丸薬で、丸型フラスコに入っている。『ジキル博士とハイド氏』のように、服用した人間の性格が逆転する。普段気弱なのび太なら短気でワイルドなおっかない性格になり、普段乱暴なジャイアンが飲めば女の子のようにおとなしくなる。効果の持続時間は1錠につき10分。

## 時空間とりかえ機
時空間とりかえ機（じくうかんとりかえき）は、「一晩でカキの実がなった」（てんとう虫コミックス第34巻に収録）に登場する。
地面などをチョークで囲んでこの機械を作動させると、その囲んだ中の空間を過去の空間と入れ替えることができる。テレビアニメ第2作第2期では、未来と現在の空間も入れ替えることができる設定となっている。
テレビアニメ第2作第1期「マンモスが出たぞ!」（アニメオリジナル作品。1997年3月7日放送、DVD『ドラえもん コレクション・スペシャル 春の5』に収録）では「時空間入れ替え機」と呼んでいた。
携帯用時空間とりかえ機
『ドラえもん のび太と未来ノート』に登場。ドラえもんの鈴の中に保管されている。
時空間いれかえ機
テレビアニメ第2作第2期「ヴェルサイユのママ」（2019年11月16日放送）に登場。上述の「時空間とりかえ機」とは別の道具として扱われている。「時空間とりかえ機」と「空間入れかえ機」を掛け合わせたような外観及び効果で、時間だけでなく空間も指定して入れ替えられる。また、こちらの道具はチョークではなくペンキで囲む仕様となっている。
時空間チェンジャー
『映画ドラえもん のび太の地球交響楽』（2024年3月1日公開）に登場。上述の「時空間いれかえ機」と似た機能を持つひみつ道具であり、光の輪で囲んだ中の空間を、過去24時間の行ったことがある場所に限り、時間を指定して入れ替えられる。ただし入れ替える時空間同士のサイズ調整がとても難しく、間違えると入れ替えた先が巨大化するなどややこしい事になってしまう。

## 時空震カウンター
時空震カウンター（じくうしんカウンター）は、『ドラえもん のび太の日本誕生』に登場する。
時空間の波動の乱れを調査する機械。タイムマシンの出入口から、この機械に繋がれている風船状の「観測球」を超空間の中に浮かべることで、機械に時空間の波が表示される。

## 時限バカ弾
時限バカ弾（じげんバカだん）は、「時限バカ弾」（てんとう虫コミックス第41巻に収録）、『ドラえもん のび太とロボット王国』に登場する。
丸型爆弾を型どった小さな道具。タイマーをセットし、人（ロボットなどでも可）に貼り付けて使う。時限爆弾のようにタイマーが切れて破裂すると、付けられた人はわずかの間だが奇声を上げて踊るなどの「バカな行為」をしてしまう。要するに、人に恥をかかせるための道具。
作中で被害者がとったバカな行為は、指で口を限界まで拡げてアカンベーをし、四つん這いになってその場で回転した後机に登って踊り狂う、ジャンプしながら「スーダラ節」「パイノパイノパイ」「オッペケペー節」を大声で歌う、「アジャラカモクレン!（落語『死神』に登場する呪文の一節）」と叫んで踊り狂うなど。
また、テレビアニメ第2作第2期『しずかちゃんがオッペケペー?』ではピアノの発表会でミスを恐れるしずかに爆弾が誤ってくっつき、本番で爆発する直前にのび太が取ってバカな行為をしたことでしずかの緊張を和らげた。

## 次元ローラー
次元ローラー（じげんローラー）は、「次元ローラー」（藤子・F・不二雄大全集第12巻に収録）に登場する。
粘着カーペットクリーナーか塗装用のローラーに似た道具。これを部屋の床や敷地の地面などで転がすと、その部屋や敷地が転がした方向に拡張される。四次元的に広げているので外から見ると元と変わりない。ローラーに付いたキャンセルボタンを押すと広げた空間は元に戻るが、反動でしばらくは元よりも縮んでしまう。

## しごきロボット
声 - 玄田哲章（1981.12）→町田政則（2015.4）
しごきロボットは、「いたわりロボット」（てんとう虫コミックス『ドラえもんプラス』第5巻、藤子・F・不二雄大全集第4巻、中公コミックス『藤子不二雄ランド』第4巻に収録）に登場する。アニメでは名前は登場しない。
厳しく叱ってくれるロボット。人間を過保護なまでに甘やかす「いたわりロボット」とは正反対のロボット。いかにもスパルタ式の家庭教師といった風貌で、のび太に夕食もとらせずに300問の問題を解かせるなど、いたわりロボットとは正反対に極端なまでに厳しい。
原作とテレビアニメ第2作第2期（2015年4月放送分）では共に眼鏡着用だが、手に持っている物が前者ではバット、後者では竹刀となっているのに対し、テレビアニメ第2作第1期（1981年12月放送分）では眼鏡をつけておらず、手には何も持っていない。また、アニメ版では共に肌の色が灰色となっている。

## 時差修正マシン
時差修正マシン（じさしゅうせいマシン）は、『ドラえもん のび太の大魔境』に登場する。
「どこでもドア」に取り付けるオプション。どこでもドアで外国へ行くと、時差のせいで日本では昼でも行き先では夜になっていることが多々あるが、このマシンをドアに取り付けることで時差が解消され、本来時差のある場所同士でも同じ時間で行き来することができる。
映画原作版では、ドラえもんの台詞でこの道具を使用していることが語られているのみで、道具自体は作中に登場しない。また、映画でもこの道具を使用しているような台詞はないが、アフリカから日本へ帰った際には、原作同様に時差が生じていない。

## 時差調節ダイヤル
時差調節ダイヤル（じさちょうせつダイヤル）は、『ドラえもん のび太と雲の王国』に登場する。
「どこでもドア」に取り付けるオプション。「時差修正マシン」とは違い、自由な時間の目的地へ行き来することができる。作中では10日後の未来や数時間前の過去に移動していたが、詳しい描写がないためどの程度の時間を移動できるのかは不明。
映画版『ドラえもん のび太の南海大冒険』ではドラえもんが「どこでもドアで来た時間に戻ればいい」と発言しており、時差調節ダイヤル自体への言及はないものの、オプションとして取り付けられたままであることが示唆されている。

## 時差時計
時差時計（じさどけい）は、「時差時計」（てんとう虫コミックス第32巻に収録）に登場する。
地球儀の形をした道具。地球上のある場所を指定すると、時差に応じて道具の周囲をその場所の時間に変えることができる。たとえば現在の日本が昼間でも、アメリカ時間を指定すれば周囲が暗くなって月が出る。雨が降り出しても、1時間前に晴れていたのなら時差1時間の香港時間に合わせれば晴れる。

## 自信ぐらつ機
自信ぐらつ機（じしんぐらつき）は、「自信ぐらつ機」（てんとう虫コミックス第37巻に収録）に登場する。
電波塔の形をした送信機と待ち針のような形をした受信機のセット。送信機から放出される「自信ソーシツ電波」が受信機を取り付けられた者の自信を揺るがせ、場合によっては極度のうつ状態に陥らせてしまう。送信機のスイッチを消すか受信機を外せば効果が消える。
どら焼きの味が甘すぎて抗議しに行ったところ、どら焼き屋の主人に「ロボットにどら焼きの味がわかってたまるか」と言われたドラえもんがどら焼き屋の主人に「菓子の味」に対する自信を失わせ、どら焼きを作り直させるために使用。その後、のび太がこの道具を悪用し、以下のキャラクターの自信を失わせた（使用順）。
| キャラクター | 自信           | 原作以外               |
| ------------ | -------------- | ---------------------- |
| 野比玉子     | 草むしりの約束 |                        |
| ドラえもん   | のび太の面倒   |                        |
| スネ夫       | 外見           |                        |
| ジャイアン   | たくましさ     |                        |
| しずか       | 正義感         |                        |
| スネ夫のママ | 虚栄           | テレビアニメ第2作第2期 |
| 猫           | 猫の特徴       | テレビアニメ第2作第2期 |

最終的に、自信を失ってのび太にいじめられるジャイアンを庇ったしずかをも罵るのび太を見て絶望したドラえもんが未来へ帰ろうとし、それをのび太が慌てて引き止める場面で話が終わる。テレビアニメ第2作第1期では未来に帰ろうとした際にドラえもんが受信機を取ったため元に戻り、反省したのび太はドラえもんと仲直りした。
なお、のび太のようにもともと自分に自信のない者に受信機を取り付けても目立った効果はない。
テレビアニメ第2作第2期では受信機を取り付けられた際、受信機が小刻みに揺れた後本人の体もぐらつき、効果を発揮していく描写があった。

## 地震訓練ペーパー
地震訓練ペーパー（じしんくんれんペーパー）は、「地震訓練ペーパー」（てんとう虫コミックス第34巻に収録）に登場する。
地震を体感して慣れるための道具。この紙の上に乗り、紙の端に付いているダイヤルを操作すると、その紙の上だけ地震と同じような揺れが起こる。震度は自在に調整可能。紙をバラバラに破いても効果は継続する。
のび太はこの道具によって震度7でも平然としていられるほどの耐性を身に付けたが、実際に地震が起こっても全く気づかなくなってしまった。

## 地震なまず
地震なまず（じしんなまず）は、「地震なまず」（てんとう虫コミックス第26巻に収録）に登場する。
ビーカーのような容器にナマズが入っており、「（人名）につけ」と命令すると標的の足元の床や地面の中に潜り込む。そして標的が「ジシン」と口にすると、ナマズが暴れ出して地震を起こす。地震の揺れは、標的以外には感じられない。
あくまで「ジシン」と発声することに反応するため、言葉の意味が「自信」「自身」といった同音異義語であっても反応して地震を起こす。また、標的が「ジシン」という言葉を口にせず、紙などに「地震」と書いて意思を示した場合は反応しない。

## 自信ヘルメット
自信ヘルメット（じしんヘルメット）は、「自信ヘルメット」（藤子・F・不二雄大全集第4巻に収録）、「ションボリ、ドラえもん」（てんとう虫コミックス第24巻に収録）に登場する。
自分に自信が持てない人に自信をつけさせるためのヘルメット。このヘルメットを被ると、仮に周囲の人々が罵声を飛ばしても声援に聞こえる（「ションボリ、ドラえもん」では表情もそれに合わせたものに見えるような描写もある）ため、本人に自信とモチベーションが喚起される。
自信がつく度合いは額の部分にあるダイヤルで調節でき、効果を強めれば強めるほど聞こえてくる言葉もオーバーになる。しかし周りから投げかけられる言葉を歪曲しているに過ぎないため、あまり多用すると周囲とのコミュニケーションに支障をきたす。また、知力、体力、身体能力などが向上することはない。

## しずめ玉とうかび玉
しずめ玉とうかび玉（しずめだまとうかびだま）は、「しずめ玉でスッキリ」（てんとう虫コミックス第24巻に収録）に登場する。
ビー玉程度の大きさの玉で、「しずめ玉」を何かにぶつけると、水に沈むかのようにその物が地面や床の中へと沈んでしまう。沈んだ場所に「うかび玉」を投げつけると、沈んだ物が元通り浮かび上がってくる。

## シズメバチの巣
シズメバチの巣（シズメバチのす）は、「シズメバチの巣」（てんとう虫コミックス第36巻に収録）に登場する。
手のひらに収まるサイズの卵形の道具。中は空洞になっていて、この巣を叩くと中に住んでいる「シズメバチ」というハチ型ロボットが飛び出す。怒っている人物に向かって巣を叩いてシズメバチを出し、針から出る光線を頭に照射させると、その人物の怒りを鎮めることができる。もう一度叩くとシズメバチは巣に戻るが、近くに本物のハチがいると代わりにこの巣に入ってきてしまう場合がある。

## 自然観察プラモシリーズ
自然観察プラモシリーズ（しぜんかんさつプラモシリーズ）は、「自然観察プラモシリーズ」（てんとう虫コミックス第45巻に収録）に登場する。
卵生の生き物のプラモデル。卵を組み立ててしばらく経つとその卵が孵化し、成体まで成長していく。卵のパーツと、それが育つための周囲の環境（昆虫なら卵が付く植物、鳥なら巣）のパーツがセットになっており、合わせて組み立てることで卵を孵化させるしくみになっている。本物の10倍の早さで成長させることができるので、夏休みの宿題などに最適。卵も、2つに分割されたパーツを接着するだけなのでのび太でも組み立てられる。
最後まで成長すると卵の形に戻るが、付属品として「停止液」があり、これをかけるとそのままの姿で成長が止まり元に戻らなくなる。この道具で誕生する生物はプラスチック製だが、停止液をかけられていた場合は卵を産むことができる。
種類ごとにナンバーがあり、
- ナンバー1…チョウ
- ナンバー6…魚

他にカエル、ツバメ、カメ、エビ、ウルトラザウルスなどが登場した。

## 十戒石板
十戒石板（じっかいせきばん）は、「十戒石板」（てんとう虫コミックス第39巻に収録）に登場する。
モーセの十戒をモチーフとした石板。これに自分で考えた戒めを刻むと、その戒めを破った者は罰として雷に打たれ、意識すら失うほどのダメージを負う。戒めは「十戒」の名の通り10個まで作成可能。
のび太は「のび太の悪口を言うな」「のび太の命令に逆らうな」といった自分勝手な戒めを作って横暴の限りを尽くしたが、戒めを刻んだ者自身が戒めを破っても同じように罰を受けてしまうことを知らなかったため、最後に「勝手な決まりを作るな」という戒めを刻んだことで自滅した。
「十戒」は本来は「じっかい」と読むのが正しいが、テレビアニメ第2作第1期「十戒石板」（1983年9月23日放送、レンタル専用VHS『21世紀テレビ文庫 テレビ版ドラえもん』第14巻に収録）では「じゅっかいせきばん」と呼んでいた。

## 実感帽
実感帽（じっかんぼう）は、「実感帽」（てんとう虫コミックス第18巻に収録）に登場する。
この帽子を被って欲しい物を思い浮かべると、想像した物の幻が目の前に現れる。あくまで幻であり帽子を使った本人にしか見たり触ったりできないが、あたかも本物のように見たり触ったりすることができるので、本物同様に楽しむことができる。想像した物が食べ物であれば本物と同じ味や匂いもし、食べることもできる。
被ったまま眠れば夢の中に出てきた物も現れる。帽子を被りっぱなしで眠ったジャイアンは、夢に出てきた恐竜に目覚めた後も追いかけ回された。
なお、出した幻は使用者が帽子を外した後も出現し続け、その後他者が帽子を被っても幻は出した本人だけにしか見えない。食べる以外で幻を消す方法は不明。のび太はライオンの幻を出してジャイアンとスネ夫を襲わせようとした（前述した幻の性質のため失敗）が、そのライオンをその後どうしたのかは描かれていない（直後にジャイアンに帽子を奪われたため別の幻でライオンに対抗することもできなかったはずだが、のび太がライオンの対処に困っている様子は全くなかった）。

## しつけキャンディー
しつけキャンディーは、「しつけキャンディー」（てんとう虫コミックス第22巻に収録）に登場する。
まだ理屈が通じないような幼児への躾に使う道具。この飴をなめた人が「嘘をつくと地獄に落ちて閻魔大王に舌を抜かれる」などの迷信的な警句を発すると、それが現実になる。左記のような世間一般に言われている警句だけでなく、「テレビの邪魔をするとネズミが出る」などのデタラメな警句を言っても効果がある。
作中では曾祖母のことを馬鹿にするスネ夫を見かねたドラえもんがこの飴を出し、曾祖母になめさせた。作中では以下の警句が現実になった。
親の悪口を言うと口が曲がる
母親に怒られたスネ夫が母親の悪口を言ったら、スネ夫の口が曲がった。曾祖母から「謝れば元に戻る」と言われたため、謝ったら元に戻った。テレビアニメ第2作第2期（2012年11月16日放送分）ではこの展開はなく、後述の「出る杭は打たれる」に変更されている。
物を粗末に扱うと物が泣く
スネ夫が気晴らしに絵を描いたが、なかなかいい絵が描けず、道具のせいにしてまだ使える絵の具を捨てた。その後、ゴミ箱からすすり泣きが聞こえてきた。
食後に寝ると牛になる
食後にソファーでゴロ寝をしたスネ夫が牛に変身した。
嘘をつくと（地獄に落ちて）閻魔大王に舌を抜かれる
牛になったスネ夫を誰にも会わせないため、スネ夫のママがスネ夫の様子を見に来たのび太たちに「スネ夫は留守だ」とごまかしたところ、閻魔大王が舌を抜くのに使うやっとこを持って登場。それを見たスネ夫のママは気絶した。
テレビアニメ第2作第2期（2012年11月16日放送分）では曾祖母を追い返そうと「これからフランスへ旅行する」と嘘を言ったため、スネ夫とスネ夫のママが地獄に落ちて獄卒に捕まり、閻魔大王に舌を抜かれそうになった。助けに来たドラえもんたちから「嘘をついたことを謝れば元の世界に戻れる」と言われたため、曾祖母に謝ったことで元の世界に戻れた。
テレビを見るのを邪魔するとネズミが出る
テレビばかり見ているのび太を咎めようとしつけキャンディーを出したドラえもんだったが、飴を奪ったのび太が「テレビ見るのを邪魔するとネズミが出るよ」と言ったために巨大なネズミが出現。怯えたドラえもんは逃げ出してしまう。
夜に笛を吹くと蛇が出る
テレビアニメ第2作第1期のみ。前述の警句でドラえもんを追い払った後、口笛を吹いたら大蛇が現れてのび太の体に巻き付いた（この警句はアニメの序盤でスネ夫の曾祖母が言っていたもの）。それを見たドラえもんは躾のため、放っておいた。
出る杭は打たれる
テレビアニメ第2作第2期（2012年11月16日放送分）のみ。スネ夫が金持ち自慢でのび太たちを馬鹿にした時、どこからともなく杭打機がやって来て、スネ夫を床に埋まるほど打ち付けた。
スイカの種を食べると体から芽が出る
テレビアニメ第2作第2期のみ。スイカを食べた際、スイカの種まで飲み込んだドラえもん、のび太、スネ夫の口からスイカの芽が出てきた。2019年5月17日放送分では、スネ夫のヘソから芽が出た。
茶柱が立つと縁起が良い
テレビアニメ第2作第2期（2012年11月16日放送分）のみ。スネ夫の曾祖母がお茶を入れた時、ドラえもんたちの口から丸々としたスイカが出てきた。ドラえもんたちがお茶を入れた時は地獄の獄卒が全滅した。
雷が鳴っている時に腹を出していると雷様にヘソを取られる
テレビアニメ第2作第2期（2019年5月17日放送分）のみ。スネ夫親子がスイカの芽の件で病院に行こうと外に出た際、雷が鳴り、その直後に雷様が現れた（この時スネ夫は腹を出していた）。スネ夫は驚いて気絶し、意識を取り戻した時にはヘソがなくなっていた。再び雷が鳴った際、スネ夫は手でお腹を隠したため、ヘソが元通りになった。

## 室内世界旅行セット
室内世界旅行セット（しつないせかいりょこうセット）は、「室内世界旅行セット」（藤子・F・不二雄大全集第16巻に収録）に登場する。
世界中の好きな景色を室内で映し出せる道具。一般的な地図を用意し、室内の壁面にこのセット中のスクリーンを広げ、セット中の針状の道具で地図上の場所を指定すると、指定した場所の現在の様子がスクリーンに投影される。

## 室内ダコ
室内ダコ（しつないダコ）は、「ドラえもんのお正月用品ベスト11」（藤子・F・不二雄大全集第4巻に収録）に登場する。
室内でたこあげを楽しむ道具。バンドを頭に巻いて、自分の息でたこをあげる。フーフー吹くとタコみたいな顔になり、その様子を「タコ上げ」と呼ぶという。
また、類似品に「ぐーたらお正月セット」の中の「おざしきだこ」がある。

## 室内旅行機
室内旅行機（しつないりょこうき）は、以下の作品に登場する。
- 「勉強べやの大なだれ」（てんとう虫コミックス第2巻に収録。機械が映し出した立体映像を「立体映画」と呼称。ただしプラネタリウム自体は描かれておらず、「おざしきゲレンデ」の内蔵機能の可能性もある。テレビアニメ第2作第2期では内蔵機能であることを明示）
- 「温泉旅行」（てんとう虫コミックス第6巻に収録。「室内旅行機」と呼称）
- 「宝さがし」（藤子・F・不二雄大全集第2巻に収録。「実景プラネタリウム」と呼称）
- 「お化けツヅラ」（藤子・F・不二雄大全集第9巻に収録。機械が映し出した立体映像を「立体映画」と呼称）
- 「超大作特撮映画『宇宙大魔神』」（てんとう虫コミックス第20巻に収録。「立体映写機」と呼称）
- 「オンボロ旅館をたて直せ」（てんとう虫コミックス第32巻に収録。「室内旅行機」と呼称）
- 「温泉ロープでいい湯だな」（てんとう虫コミックス第22巻に収録。「立体映画」と呼称）

目測10数センチメートル程度のプラネタリウム投影機のような機械。室内に風景の立体映像を映し出す（音声も出る）ので、室内にいながらにして旅行気分を楽しめる。海、森、温泉旅館などのフィルムが用意されている。ただし単なる映像なので、楽しめるのはあくまで視聴覚だけ。室内に広々とした光景を映し出しても、狭い部屋が広くなるわけではない。
屋外でも使用可能。任意の時刻における景色を立体映像として再現できる。作中では夜中に太陽を映し出していたが、その光景は現実の太陽と寸分違わないものであった。
使用するフィルムは「イージー特撮カメラ」と互換性があり、イージー特撮カメラで作った特撮映像をこの機械で立体映像として上映できる。
劇中では「室内旅行機」「立体映写機」「実景プラネタリウム」「立体映画」とさまざまな名称で呼ばれている。書籍『スーパー・メカノ＝サイエンス ドラえもん道具カタログ』では藤子・F・不二雄の監修のもと、これらを「実景プラネタリウム」としているが、『ドラえもん全百科（ドラえもんオールひゃっか）』（1979年7月発行）を始めとするひみつ道具の事典では、藤子・F・不二雄監修の元、「室内旅行機」あるいは「立体映写機」としている。
『ドラえもん深読みガイド』では、当該道具を総称して「実景プラネタリウム」としている。テレビアニメ第2作第2期では、「室内旅行機」「立体映写機」という名称で統一されている。2024年10月19日放送の「骨川スネ夫テレビ」では、「立体映写機」という名称で登場し、テレビ局セットとともに利用された。
2015年（平成27年）に、富士ゼロックス（現:富士フイルムビジネスイノベーション）の「四次元ポケットPROJECT」第3弾として実際に開発された。この企画での名称は「室内旅行機」とされている。

## 実物ジオラマ
実物ジオラマ（じつぶつジオラマ）は、「実物ジオラマ」（藤子・F・不二雄大全集第17巻に収録）に登場する。
好きな場所のジオラマを瞬時に作り出せる道具。建物や草木が実際の景色そっくりに再現され、さらにはその場所に現在いる人や動物もミニチュアサイズで作り出される。その人や動物のミニチュアを動かすと、実際のその場所でも実物の人や動物がそれに応じて動く。作中ではタケコプターも何にもなしに空を飛んでいるように見せたが、部屋にネズミが現れたことでドラえもんが吃驚して逃げ出したため、のび太も落っこちて電柱から降りれなくなり、泣きながら悲鳴を上げるオチとなった。

## 実物射的
実物射的（じつぶつしゃてき）は、「実物射的で狙い撃ち」（藤子・F・不二雄大全集第6巻に収録）に登場する。
テレビカメラ、テレビ、射的用のような銃のセット。前もってカメラをどこかに仕掛けておくと、そのカメラの捉えた映像がテレビに映し出される。銃でそのテレビに映った物を撃つと、カメラに仕込まれた低出力ショックガンにより実際にその物に銃撃の衝撃を与えることができる。

## 実物大プラモ
実物大プラモ（じつぶつだいぷらも）は、「超リアル・ジオラマ作戦」（てんとう虫コミックス32巻に収録）に登場する。
ドラえもんがのび太のために用意しようとしたが、高いからと一度は購入を断念していた。その後、ドラえもんが購入して家に持ってくるが、すでにのび太は「スモールライト」と「インスタントミニチュア製造カメラ」を使い、ジオラマを撮り終えていた。脚部が描かれるのみで全体のデザインは不明。また、組み立て式かどうかも不明。

## 実物はさみ
実物はさみ（じつぶつはさみ）は、「実物はさみ」（藤子・F・不二雄大全集第16巻に収録）に登場する。
広告紙などに載っている商品の写真をこのはさみで切り抜くと、紙が膨らんで本物のようになり、本物とまったく同様に使用することができる。ただし、食べ物を切って食べても紙の味しかしない。

## 実物福わらい
実物福わらい（じつぶつふくわらい）は、「ドラえもん大事典」（てんとう虫コミックス第11巻に収録）に登場する。
「手術てぶくろ」によって自分の目鼻を取り出し、実物による福笑いを楽しむことができる遊戯用具。

## 実物ベニヤ
実物ベニヤ（じつぶつベニヤ）は、「実物ベニヤ」（藤子・F・不二雄大全集第13巻に収録）に登場する。
本来は芝居のセットを作るための道具。このベニヤ板に絵を描いて切り抜くと、本物同様の感覚が味わえる。暖炉を作ると本当に暖かくなり、海の波を作れば泳ぐこともできる。本物の海ではないので、服を着たまま入っても服は濡れない。

## 実物ミニチュア大百科
実物ミニチュア大百科（じつぶつミニチュアだいひゃっか）は、「実物ミニチュア大百科」（てんとう虫コミックス第30巻に収録）に登場する。
分厚い辞典の形をした道具。本来辞典のページがある部分が四角くくり抜かれて内部が空洞になっており、表紙をフタに見立てれば箱のような構造をしている。調べたいものを口にして辞典に付いているスイッチを押すと、調べたいものがミニチュアとして中に現れる。ミニチュアは、小さいが実物と同じ機能を備えている。
発音が正確でないと、語感の似た別のものが出てきてしまうことがある。お菓子を出そうとしたジャイアンが「カシ」と言ってボタンを押すと、「火事」と誤認したらしい辞典が炎を出してしまい、危うく火事が起こりそうになった。テレビアニメ第2作第1期では火事を消そうとスネ夫が水関連のものを出そうとする展開があり、「雨（あめ）」を出すつもりで「あめ」と発音したら大量の飴が出てきたり、「水」を出すつもりで「み、みず」と発音したら大量のミミズが出てきた。

## 実物立体日光写真機
実物立体日光写真機（じつぶつりったいにっこうしゃしんき）は、「実物立体日光写真」（てんとう虫コミックス第20巻に収録）に登場する。
目測2メートルほどの大きさのカメラ型の日光写真機。被写体に向けてしばらく時間を置いておくと、目測2メートルほどの大きな感光紙に写真が写り、さらに写真を裏から叩くと、写真に写ったものが立体となって飛び出す。感光紙より大きなものは、感光紙と同じサイズに縮小されて撮影される。
「立体コピー紙」と同様、立体写真は風が吹くと飛ばされるほど軽く、動物を撮影しても本物のように動くことはない。

## 実用ミニカーセット
実用ミニカーセット（じつようミニカーセット）は、「実用ミニカーセット」（てんとう虫コミックス第42巻に収録）に登場する。
車庫の中に色々な種類のミニカーが格納されており、その種類に応じた仕事を頼むと、ひとりでに動いて仕事をこなしてくれる。たとえば冷凍車ならアイスクリームの購入と運搬、郵便車なら郵便配達、救急車なら怪我の手当て、清掃車なら掃除、ショベルカーなら穴掘り、といった具合。ミニカーは丈夫で、壁に当たっても壊れない。
自家用車のミニカーもあり、これはシミュレーターで運転することができる。ミニカーが見た映像はシミュレーターのスクリーンに表示される上、ミニカーの受けた衝撃はシミュレーターの座席にも伝わり、本物さながらの運転気分が味わえる。オプションとしてシートベルトに似た「おっかけベルト」を装着すると、瞬時にミニカーのいる場所へ移動することができる。

## シテクレジットカード
シテクレジットカードは、「シテクレジットカード」（てんとう虫コミックス第34巻に収録）に登場する。
このカードに頼み事を書いて誰かの身に付けておくと、相手は催眠術にかかったかのようにそれをせずにはいられなくなる。ただし、本来やりたくない頼み事の場合は、心の中で葛藤が起こるため、行うまでに時間がかかる。
時間を指定する場合、正確に書かなければならない。後日の午後1時（13時）のつもりで「1時」と書いた場合、翌日の午前1時に実行してしまう。

## 自動歩き回りそうち
自動歩き回りそうち（じどうあるきまわりそうち）は、「すてきなミイちゃん」（てんとう虫コミックス第14巻に収録）に登場する。
目測数センチメートルほどのトランジスタのような小さな機械。人形の内部に仕込むことで、自動的に歩かせることができる。
併せて登場した道具に「自動木登りそうち」「自動ひっかきそうち」「自動えさたべそうち」「自動おしゃべり機」があり（いずれも外観と名前は登場するものの、どれがどれかは述べられていない）、作中ではこれらの道具をリモコンで動くおもちゃのネコに組み込むことで完全なネコ型ロボットに改造した。テレビアニメ第2作第2期で、それぞれの道具の外観と名前が判明した。

## 自動買いとり機
自動買いとり機（じどうかいとりき）は、「自動買いとり機」（てんとう虫コミックス第29巻に収録）に登場する。
物を入れるとそれを買い取り、代わりに現金が出てくる機械。同様の道具に「自動質屋機」があるが、自動質屋機同様に中古品は相応の金額にしかならない。元の品物を取り戻す手段は自動質屋機より厳しく、1時間以内に10倍の金額を返金しなければならない。
入れた物の中に現金が入り込んでいた場合は、その額面と一緒に入れた物の価値との合計額が出てくる。22世紀の道具だが、鑑定は作中で見る限り道具が使われた20世紀の基準で行っている模様（漫画本を何冊も入れているが、「22世紀から見たら100年以上前の初版本で高値が付いた」などといった描写がない）。また、入れた物が大切に扱われて新品同様の状態を保っていた場合、購入した時と同じ金額が出てくる。

## 自動買い物かご
自動買い物かご（じどうかいものかご）は、「ハイキングに出かけよう」（藤子・F・不二雄大全集第2巻に収録）に登場する。
ドラミが所持する道具。買物かごに財布を持った手が付いている。実際には使用されていないために詳細は不明。

## 自動かなづち
自動かなづち（じどうかなづち）は、「世界沈没」（てんとう虫コミックス第4巻に収録）に登場する。
小さな車輪で自動的に動き回り、釘を打ってくれるかなづち。同時に出されたものに、現代にもある据え付け型の電動丸ノコと同様の「自動のこぎり」がある。

## 自動コジ機
自動コジ機（じどうコジき）は、「ハイキングに出かけよう」（藤子・F・不二雄大全集第2巻に収録）に登場する。
一見ただのゴザだが、ボタンを押すと「あわれなこじき」と書かれた札、恵んでもらうお金を入れる皿、スピーカーが現れ、スピーカーからは「オメグミクダサイ」などの音声が自動的に流れて物乞いを始めるという珍妙な道具。ドラミがドラえもんのポケットから「空飛ぶじゅうたん」と間違えて出した。
てんとう虫コミックス第6巻収録の「ドラえもん百科 すばらしい道具のいろいろ」でも「ボタン一つでこじき商売開店!」というキャプション付きで紹介されたが、現行の版では該当箇所が「重力ペンキ」に差し換えられている。また、ひみつ道具の事典の類に収録されたのは、小学館コロタン文庫47巻『続ドラえもん全百科』と1985年に刊行された『ドラえもんひみつ大事典』までである。
中央公論新社発行『藤子不二雄ランド ドラえもん』2巻では連載当時のまま収録されたが、『藤子・F・不二雄大全集 ドラえもん』第2巻に再録された際には、札の「あわれなこじき」の文字が「お金はこちらへ」へと改変された上、「自動コジ機だったわ」というドラミの台詞も改められ、道具の名前が出ないようになっており、大全集より後に刊行されたてんとう虫コミックス第0巻でも同様の措置をとっている。

## 自動しかえしレーダー
自動しかえしレーダー（じどうしかえしレーダー）は、「ペンシル・ミサイルと自動しかえしレーダー」（てんとう虫コミックス『ドラえもんプラス』第5巻、藤子・F・不二雄大全集第12巻に収録）に登場する。
「ペンシル・ミサイル」に取り付けるオプション。一種の自動報復システムで、空中を怪しい物が通過すると察知し、自動的にペンシル・ミサイルを発射させて迎撃する。空中の物体が敵の攻撃かどうかを判別する機能はないようで、作中ではドラえもんたちが空き地で仲良く野球をやっていたところ、ジャイアンの打ったボールに反応して数十本ものミサイルが発射された。
原作・テレビアニメ第2作第2期「しかえしミサイルが飛んできた」では、ドラえもんたちが気付かないままミサイルが空き地に迫ってくるシーンで話が終わったが、テレビアニメ第2作第1期ではミサイルがドラえもんたちに命中するところまで描かれ、のび太たち3人が道具の欠点をよく調べなかったドラえもんを追い回すという展開で話が終わった。

## 自動質屋機
自動質屋機（じどうしちやき）は、「自動質屋機」（てんとう虫コミックス第18巻に収録）に登場する。
質屋の建物を模した機械。上部に開いた穴から質に入れたい品物を入れると、下方にある「質」と染め抜かれた暖簾がかかった穴から、その品物の価値の分だけお金が出てくる。借りた分の金額を入れれば品物を返してもらえるが、3か月以内に返さないと入れた品物は消えてしまい二度と戻ってこない（テレビアニメ第2作第2期では「未来に売られる」という設定になった）。同額の品物を複数入れていた場合、返してもらう品物を指定できるかは不明。なお品物の鑑定金額の表示は無いため、鑑定結果は使用者が出てきた金額を自分で集計して確認する必要がある。また、鑑定結果が何十万円（以上）といった高額になっても、紙幣は帯封で結束された札束ではなく1枚ずつ排出される。
道具としての性質上、宝石や美術品の鑑定も可能であり、作中では路上に絵を並べていた売れない画家の絵に100万円の値がついた。その直後に彼の絵を高評価してくれる画商が現れ、さっそく絵の買い取りを約束してくれた。
「ドラえもんのひみつ道具クイズ」では、帰りの電車賃を喪失したのび太が電車賃を捻出するために持ち物を「デラックスライト」でグレードアップさせ、それを自動質屋機に入れるという作戦を行ったが、「元が安物」としてグレードアップ前相応の金額にしかならなかった（ただし原作漫画では、質屋機に入れる物にデラックスライトを使った事はない）。

## 自動島みつけ機
自動島みつけ機（じどうしまみつけき）は、「のび太漂流記」（てんとう虫コミックス第6巻に収録）に登場する。
船底に取り付ける機械で、前方に2つアンテナが付いた水中モーターのような形。これを使うと機械が島を探し、自動的にその島まで船を動かす。
なお、この道具は作中では名称が登場しない。1979年7月に刊行された『ドラえもん全百科』を始めとするひみつ道具の事典では「自動島みつけ機」としている。テレビアニメ第2作第1期「のび太と風船イカダ」（「のび太漂流記」のアニメ化作品。1989年4月7日放送、DVD『ドラえもんコレクションスペシャル特大号 春の3』に収録）では「オートマチックスクリュー」、「Yahoo!きっず - ドラえもん特集2006 ひみつ道具コーナー」および「Yahoo! JAPAN - 大人のためのドラえもん特集 ひみつ道具データベース」では「島探知き」としている。

## じどうしゃセット
じどうしゃセットは、「ふしぎなじどうしゃ」（藤子・F・不二雄大全集第9巻に収録）に登場する。
さまざまな種類のミニチュア自動車（大きさ30センチ程度）のセット。普段は専用の駐車場で待機しているが、出番が来ると自動的に動き出し、それぞれの役目をこなす。
- トラック…頼まれた物を運搬する。
- 消防車…火気を察知して消火する。
- 救急車…負傷した人を見つけて治療する。
- パトカー…事件を察知して対応する。作中ではジャイアンを警棒で制圧し、彼がのび太から奪った物を取り戻した。
- F1カー…人を乗せて競走する。登場する中では唯一の娯楽用車。

## 自動そうじき
自動そうじき（じどうそうじき）は、「無人島へ家出」（てんとう虫コミックス第14巻に収録）に登場する。
自動的に掃除を行ってくれる掃除機。扇風機のモーターとファンを2つ連ねて下向きにしたような形。21世紀に実用化された床掃除用ロボットと違い、屋外でも使える模様。
なお、この道具は作中では名称が登場しない。『ドラえもん完全大百科』収録の「DORA DATA ドラえもんデータファイル」では仮称を「自動そうじき」としている。
ドラえもんが直接出したものではないが、「古道具きょう争」（てんとう虫コミックス第1巻収録）のラストにも、「無人島へ家出」に登場したのとは違う形の自動掃除機が登場。ドーム型の本体から3本の腕が伸びており、それぞれに道具（水または洗剤液を噴くノズル、ドライヤー、雑巾）を装備して本体下の回転モップと共に掃除を行う。

## 自動人形劇
自動人形劇（じどうにんぎょうげき）は、「自動人形劇」（藤子・F・不二雄大全集第11巻に収録）に登場する。
前もって人形やセットを用意しておくと、それを操る人がいなくても人形劇を楽しめる機械。芝居のシナリオを機械に入れると、シナリオに沿って人形やセットがひとりでに動き、劇を演じ始める。
シナリオ上にある人形などがない場合は、その場にある適当なものが代役となって動き始める。たとえば「さるかに合戦」であれば、サルならぬジャイアンが、ハチならぬはちみつの瓶につまづいて転ぶ、などである。

## 自動はなくそとり機
自動はなくそとり機（じどうはなくそとりき）は、「大きくなってジャイアンをやっつけろ」（藤子・F・不二雄大全集第2巻に収録）に登場する。
外観はドリル状の手持ちの機械。作中ではドラえもんが間違えて出しただけであり、使用していない。

## 自動販売タイムマシン
自動販売タイムマシン（じどうはんばいタイムマシン）は、「自動販売タイムマシン」（てんとう虫コミックス第11巻に収録）に登場する。
現代のお金（紙幣および硬貨）を使って、指定した年代の商品をその当時の価格で購入できる自動販売機。年代（西暦）をダイヤルで指定し、希望する商品を音声入力で伝えた後、お金を入れてレバーを引くとシャッターが開いて商品が出てくる。
投入した金額で買える分だけ商品が出てくるため、指定した時代の物価が極めて安価な場合、商品が大量に出てくる（数量を指定できるかどうか、また釣り銭が出てくるかどうかは描写がなく不明）。作中でのび太が購入した鉛筆は1本4銭の時代のものであったため、1円玉を入れたら25本も出てきた。
過去の商品を購入しても、現代では使い物にならないこともある（カメラを買ってもそれに合うフィルムがすでに絶版で売られていない、など）。また、指定した年代に目当ての商品が存在しなかった場合（年代を奈良時代の741年に設定してカメラを購入しようとする、など）、購入できないばかりか返金もされない。
過去の商品だけでなく未来の商品も買うことができる。ただし、当然未来世界で実際に販売されている価格に忠実な金額を要求されるため、所持金には注意しなければならない。のび太が買った100年後のお菓子は23万円もした。また、代金の支払いは先払いでも後払いでもかまわないようで、後払いを選んだのに支払わなかった場合、商品取り出し口よりロボットアームが出てきて支払いの催促をし、踏み倒して逃げ出そうとする者には服などを掴んで攻撃する。
書籍『ドラえもん・ふしぎシリーズ(1) ドラえもん ロボットのふしぎ』では、ドラえもんは未来の菓子を買わないように厳しく注意していたが、これは価格の問題ではなく、ジャイアンが聞かずに買ったところ宇宙食用に液体になっている菓子が容器に収まることなく吹き出し、ジャイアンはベトベトになってしまった。
同巻の巻末に収録の「ドラえもん大事典」でも紹介しているが、そちらでの名称は初出時は「タイム自動販売マシン」となっている。

## 自動万能工事マシン
自動万能工事マシン（じどうばんのうこうじマシン）は、「ひるねは天国で」（てんとう虫コミックス第34巻に収録）、『ドラえもん のび太と雲の王国』に登場する。
設計図をセットすると、素材を吸い上げては形を整え飛ばし、設計図通りに建築物を勝手に作ってくれる。「水ビル建築材」に似ているが、こちらは素材を着色できる。

## 自動ブランコ
自動ブランコ（じどうブランコ）は、「空中フック」（藤子・F・不二雄大全集第13巻に収録）に登場する。
漕がなくてもひとりでに揺れるブランコ。作中では「空中フック」と併用し、空中にブランコを吊って楽しんだ。

## 自動ぶんなぐりガス
自動ぶんなぐりガス（じどうぶんなぐりガス）は、「自動ぶんなぐりガス」（藤子・F・不二雄大全集第13巻に収録）に登場する。
誰かをぶん殴りたいと思った時、直接手を下さずに痛みを与えるガス。スプレー缶に入っていて、缶には略称で「JBG（Jidou Bunnaguri Gus）」と書かれている。
このガスを何かに吹き付けておき、人の名前（動物・機械でも可）を言うと、その人が勝手にやってきて、ガスを吹き付けた物に自分から頭をぶつける。遠方からマイクで人の名前を言っても同じ効果があり、何度でも痛みを与えることができる。

## 自動返送荷札
自動返送荷札（じどうへんそうにふだ）は、「自動返送荷札」（てんとう虫コミックス第34巻に収録）に登場する。
品物を本来の持ち主に返送する際に使用する荷札。物にこれを付けて道端などに放っておくと、その持ち主の家の方角へ行く通行人がそれを拾い、家まで届けてくれる。拾い主が届け先までのルートの途中までしか行かない場合は、ひとりでにその途中地点でその品を捨ててしまうが、その先のルートへ向かう別の通行人がそれをまた拾ってくれる。それを繰り返して、最後には必ず家まで品物が届く。人ではなく犬がくわえて運ぶ場合もある。
荷札がついていれば絶対に失くしたり汚れたりすることはなく、前述のように犬がくわえて運んだ際にも汚れた様子はなかった。手早く運ぶための「速達用荷札」もあり、この場合は自動車などで運ばれる。貸し出し中の品物であっても、借り主ではなく本来の持ち主へ届く（作中ではのび太のパパに又貸しされたゴルフバッグを返送したところ、パパに貸した最初の借り主を介さずに本来の持ち主へ届けられ、最初の借り主は事情を知らずに待ちぼうけを食わされた）。
また、この荷札は人に付けることもできる。作中では迷子に荷札を付けることで、家まで送り届けた。

## 品物運勢鏡
品物運勢鏡（しなものうんせいきょう）は、「ラジ難チュー難の相?」（てんとう虫コミックス第43巻に収録）に登場する。
外観は御幣の付いた虫眼鏡のようで、これを通して物を見ると品物の運勢が見え、その物を身に着けている人間は実際にその運勢に見舞われる。運勢は「水難」「金運」のように「――なん」「――うん」とひらがなでレンズに表示されるが、具体的にどんな運勢なのかがわかりにくい。たとえば「ラジ難」の相が出ている「タケコプター」を付けて空を飛ぶと、ラジコン飛行機にでも衝突するかと思いきや、近所の家の窓から放り出されたラジオが頭に当たったりする。
作中の「けんうん」は原作及びテレビアニメ第2作第2期「チュー難の相に気を付けろ!」（「ラジ難チュー難の相?」のアニメ化作品。2016年12月16日放送）では「犬（けん）の糞（ウンコ）を踏む」を意味していたが、テレビアニメ第2作第1期「品物運勢鏡」（「ラジ難チュー難の相?」のアニメ化作品。1991年2月15日放送、映像ソフト未収録）では「遊園地の入場券&乗り物フリーパスを拾う」に変更されており、のび太が遊園地で遊ぶのに夢中でしずかや出木杉との約束をすっぽかし「けん難」になってしまうというオチとなった。
「チュー難の相に気を付けろ!」では、のび太が「ジャイなん」から逃れようとして「もてもて」と書かれた服に着替えたものの、公園で店の配達をしていたジャイアンと出会い、無理やり手伝わされる羽目になる（「持て持て」と荷物を押し付けられた）シーンがある。また、ドラえもんがのび太の靴を調べた際、靴に「ヒョーなん（ドラえもん曰く、氷に関する災難）」と表示されたが、のび太は靴を履かずに出かけたため、どんな運勢なのかは不明。

## シナリオライター
シナリオライターは、「ライター芝居」（てんとう虫コミックス第8巻に収録）に登場する。
ライターの形をした道具。シナリオを書いた紙を中に挿入して点火すると、シナリオに書かれた人物にシナリオ通りの行動をとらせることができる。
ただし、あくまでもシナリオに忠実に動くため誤字脱字のあるシナリオを入れると行動がおかしくなる。のび太は「のび太と共に去っていく」と書くはずだったくだりを「のび犬と共に去っていく」と誤記してしまい、自分の代わりに近くにいた「のび犬（ジャイアンが名付けた野良犬。ダックスフンドに興味を持ったジャイアンが、スネ夫と一緒に胴を無理やり伸ばそうとしていた）」がシナリオの行動を取ってしまった。それ以前の場面でも誤字のために意味不明な台詞を喋ってしまっており、ドラえもんには「もっと国語を勉強をしろよ」と呆れられていた。
テレビアニメ第2作第2期では「おじょうさん、はなれててくださいな」の決め台詞を「おしょうさん、はなれててくだちいな」と間違えて恥ずかしい思いをしたり、「よろこぶ町」を「よろころぶ町」と間違えてギャラリーが転倒する、などの間違いもあった。
ネーミングは、シナリオライター（脚本家）の「ライター（書き手：Writer）」と火をつける「ライター(Lighter)」をかけたもの。

## シネラマン
シネラマンは、「うちのプールは太平洋」（てんとう虫コミックス第5巻に収録）、「強力ハイポンプガス」（てんとう虫コミックス第45巻に収録）に登場する。
錠剤薬で、これを飲むと周囲の光景が広がったように錯覚する。1粒飲めばのび太の勉強部屋の六畳間でも100メートルほどの大きさに感じられ、錠剤を多く飲めば飲むほど錯覚がエスカレートしていく。錯覚は肉体にも影響し、広がった光景の中で走っても実際にはほぼ同じ場所で足踏みしている状態になる。
効果を消すには、それ専用のシネラマンに似た錠剤（名称不明）を飲む必要がある。